# Woolgar River
Woolgar River är ett vattendrag i Australien. Det ligger i delstaten Queensland, omkring 1 300 kilometer nordväst om delstatshuvudstaden Brisbane.
Trakten runt Woolgar River består i huvudsak av gräsmarker. Trakten runt Woolgar River är nära nog obefolkad, med mindre än två invånare per kvadratkilometer. Genomsnittlig årsnederbörd är 529 millimeter. Den regnigaste månaden är februari, med i genomsnitt 138 mm nederbörd, och den torraste är oktober, med 2 mm nederbörd.